# 珍珠樂園
珍珠乐园（英語：Pearl Land）是位于广东省珠海市唐家湾镇的一个现代化的花园式主题公园，坐落在风景如画的唐家湾畔，依山傍水临海而建，占地面积四十多万平方米。由珠海国际高尔夫游乐公司与日本振兴株式会社投资，全套引进国外先进游艺设备，于1985年建成营业，約於2017年停業並閒置，2019年起入口廣場成為駕駛學校「港灣駕校」訓練場地。
2016年12月24-25日，第一届珠海木马音乐节在珍珠乐园举行。
2019年5月，珠海高新區政府官方網站公示《高新區城市更新中長期（2019-2021年）申報項目匯總表》，珍珠樂園被定調為「拆建類」更新項目。

## 游乐项目
- 电子游戏城、过山车、变形单车、玻璃迷宫、小世界、妖怪屋、森林老鼠、太空飞船、急流滑板、小童快速车、回旋木马、星际蜘蛛、升空园环、旋转飞机、摩天轮、小赛车、碰碰车、快速滑行车等。
- 2011年1月，过山车、快速滑行车、摩天轮、急流滑板、小赛车、星际蜘蛛、旋转飞机、森林老鼠车、单轨车、升空圆环、小童滑行车、太空船等12个游乐项目因服务年限到期而停止运作。[4]

## 门票
- 成人票：人民币60元
- 儿童票：人民币30元

## 接驳交通
公共汽车：珍珠乐园站
3路：九洲港—珍珠乐园—金鼎工业园
3A路：九洲港—珍珠乐园—城轨珠海北站
10路：城轨珠海站—珍珠乐园—下栅检查站
10A路：拱北口岸总站—珍珠乐园—城轨唐家湾站
10F路：城轨珠海站—珍珠乐园—金鼎工业园北
66路：下栅检查站—珍珠乐园—清华科技园
68路：金鼎总站—珍珠乐园—翠花苑
69路：城轨唐家湾站—珍珠乐园—圆明新园